# 무오사화
무오사화(戊午士禍)는 1498년(연산군 4년) 음력 7월 훈구파가 사림파를 대대적으로 숙청한 사건이다. 사화가 일어난 1498년이 무오년이기에 "무오사화"라는 이름이 붙여졌으며, 사초가 원인이 되었다하여 무오사화(戊午史禍)라고도 한다. 조선시대 4대사화 가운데 첫 번째 사화이다.
15세기 후반, 성종이 훈구파를 견제하기 위해 사림파를 중용하자, 훈구파는 조정에 대거 진출한 사림파와  갈등하게 되었다. 그러던중 훈구파는 성종실록 편찬에 원고가 된 사초(史草)중에 《조의제문》의 불충함을 명분으로하여 연산군의 지원속에 사화를 일으켰다. 《조의제문》은 지난 계유정란(1453)때 있었던 세조의 행위를 비판하는 내용이었기에 격노한 세조의 손자 연산군은 관례를 깨고 사초를 근거로 사림파를 대거 숙청하였다. 무오사화 이후 사림파의 기세는 크게 위축되었고 견제세력이 사라진 조정은 다시 훈구파의 독무대가 되었다.

## 역사적 배경
성종은 세조의 장남인 의경세자의 둘째 아들로 태어났으나, 아버지 의경세자가 죽자 숙부 해양대군(훗날 예종)이 세자에 책봉 되면서 왕위 계승권에서 제외되었다. 따라서 1468년 조부 세조 사후에 숙부인 예종이 즉위하였다. 숙부 예종이 즉위 14개월만에 죽었을때, 예종의 적장자인 제안대군과 성종의 친형인 월산군을 뒤로하고 성종이 왕에 즉위하였는데, 이는 할머니인 정희왕후와 훈구파 대신들의 추대에 의한 것으로, 계승서열을 뛰어넘은 즉위과정으로 인해 성종은 즉위후 정치적인 입지가 매우 좁았고 왕권도 약했다.
성종의 즉위후 할머니 정희왕후가 7년동안 섭정을 하였는데, 성종은 저자세로 일관하며 때를 기다렸다. 1476년 친정이 시작되자 태종과 세조에 의해 숙청된 사림파를 대거 중용하여 훈구파를 견제하기 시작했다. 세조가 만든 원상제(院相制) 역시 폐지해 버렸다. 원상제는 공신 원로들이 실질적으로 정책을 결정하고 왕은 형식적으로 결제만하였던 제도로 왕의 실권 행사를 가로막고 있었기 때문이다. 계유정란(1453년)이후 세조시대의 공신들은 정치적, 경제적인 각종 특권을 누리며 매관매직을 하고 전횡을 일삼으며 국정을 농단하였다. 주로 삼사에 기용된 사림파들이 공신들로 구성된 훈구파(勳舊派)의 부정과 부패를 비판하자 양측은 빈번하게 충돌하였다. 그러나 사림파의 성리학 근본주의적 행태는 성종까지도 말년에 거리를 두게 만들었고 그의 아들 연산군은 이런 사림파(士林派)를 매우 불편하게 여겼다. 사림파도 연산군의 국정방식이 못마땅했고 그 결과 삼사는 연산군 즉위 이래 거의 하루도 거르지 않고 상소를 올릴 정도로 국왕과도 대립 하였다.

## 사화 발생

### 성종실록 편찬
연산군은 즉위후 《성종실록》 편찬을 명하였다. 이는 조선시대에 왕이 사망하고 새로운 왕이 즉위하면 실록청을 구성하고 전왕이 생존해 있을 때 기록한 사초를 토대로 하여 실록을 편찬하는 선례에 따른 것이었다. 이때 《성종실록》 편찬의 책임자로 실록청 당상관에 임명된 이극돈은 미리 사초를 열람할 기회가 있었는데, 사초에 훈구파 대신들의 각종 부정과 비리에 대해 상세히 적혀있는 것을 발견하였다. 그중에 사림파의 김일손이 작성한 사초에는 이극돈 자신에 관련된 비리 역시 들어있었다. 정희왕후의 상중에 장흥의 관기를 가까이 한 일과 뇌물을 받은 일, 세조 때 불교중흥 정책을 편 세조의 눈에 들어 불경을 잘 외워 출세했다는 것 등 대부분 부정적인 내용들이었다.

### 사건의 발단
이극돈은 김일손에게 내용 삭제를 부탁했으나 사관이 쓴 사초를 함부로 폐기할 수도 없다는 이유로 거부당했다. 그러자 이극돈은 실록 편찬에 기초가 되는 사초(史草)는 실록편집이 끝나면 파기하여 비밀에 부쳐야 하는 것이 원칙임에도 불구하고 사초를 유출하여 훈구파였던 유자광(柳子光)과 의논하였다. 유자광은 김일손의 스승인 김종직을 비롯한 사림파들과 악연이 많았다. 사림파 대간들은 유자광이 서얼출신이라는 이유만으로 그의 출세를 번번히 반대해왔고, 함양 학사루(學士樓)에 걸어 놓은 유자광의 시판을 김종직이 철거하며 자신을 무시한 사건으로 개인적인 감정도 품고 있었다.
유자광은 노사신, 윤필상 등 훈구파 대신들을 움직였다. 1498년 7월 1일, 이들은 연산군을 찾아가 김일손 등이 쓴 사초의 내용을 비밀리에 알렸다. 도승지 신수근이 사관의 참여를 막았기 때문에 사관이 배석하여 대화내용을 기록할 수 없었다. 사림파들의 왕권 견제에 불만이 많았던 연산군은 내용을 보고받은 직후 사초를 왕에게 올리라는 전대미문의 명을 내렸고 사건이 불거지기 시작했다.

### 사초의 내용
김일손의 사초에는 세조가 신임한 승려 학조(學祖)가 술법으로 궁액(宮掖)을 움직이고, 세조의 총신이자 훈구파인 권람이 노산군의 후궁인 숙의 권씨의 노비와 전답을 취한 일 등 세조대의 불교 중흥책과 훈구파의 전횡을 비판한 글들이 있었다. 또한 지난 계유정란(1453)때 세조의 왕위찬탈을 비난하고 황보인과 김종서는 절개를 위해 목숨을 버린 것이라 기록하고 이개, 박팽년 등 절의파의 행적을 긍정적 입장에서 기술하는 내용들이 다수 포함되어 있었다. 또한 세조가 인륜을 저버리고 며느리들을 탐했다고 의심할 만한 내용들도 있었다.
사초에는 기본적으로 세조의 업적을 부정적으로 보고 그 정책에 비판적 태도를 취하는 사림파의 입장이 담겨져 있었다. 그 중에 유자광은 김일손의 스승인 김종직이 쓴 《조의제문》을 김일손이가 사초에 실은 것을 발견하고 이를 크게 문제 삼았다. 유자광은 《조의제문》을 구절마다 풀이하여 그 속뜻을 주석으로 달아 연산군에게 올렸다. 《조의제문》은 진나라 말 숙부 항우에게 살해당한 초나라 의제를 조문하는 내용으로, 이 글은 바로 선왕인 세조의 단종 시해를 중국의 사례를 들어 비판한 것이었다.

### 사림파 숙청
청도에 내려가 있던 김일손은 서울로 압송되었고 사건에 관련된 사림파들은 대거 투옥되었다. 훈구파들은 김일손의 불충하고 불순한 행위가 그의 스승 김종직의 영향 때문이라 주장하면서 사림파의 일망타진에 나섰다. 연산군은 사초 사건에 연루된 김일손을 비롯하여 권오복, 권경유 등을 능지처참하고, 표연말, 정여창, 최부, 김굉필 등 김종직의 제자들을 대거 유배시켰다. 또한 이미 지난 1492년에 사망한 김종직의 무덤을 파헤쳐 부관참시(剖棺斬屍)도 하였다. 한편, 이극돈·유순·윤효손·어세겸 등은 수사관(修史官)으로서 문제의 사초를 보고하지 않은 죄로 파직된다. 이 사건으로 말미암아 김종직, 김일손으로 대표되는 영남사림파는 몰락하고 말았다.

## 조선왕조실록의 기록
아래는 조선왕조실록의 기록이다. 날짜는 음력이다.

### 연산 4년 음력 7월
- 음력 7월 11일 : 연산군이 김일손(金馹孫)의 사초(史草)를 들여올 것을 명령하자, 이극돈 등이 관련 부분만 절취하여 올렸다.[28]
- 음력 7월 12일 : 김일손(金馹孫)과 허반(許磐)을 잡아와 권 귀인(權貴人)과 소훈 윤씨(昭訓尹氏)의 일을 물으며 국문했다.[29] 유자광이 김일손이 사초에 기록한 내용에 대해 심문하였다.[30]
- 음력 7월 13일 : 김일손이 사초(史草)에 이른바 '노산(魯山)의 시체를 숲속에 던져버리고 한 달이 지나도 염습(斂襲)하는 자가 없어 까마귀와 솔개가 날아와서 쪼았는데, 한 동자가 밤에 와서 시체를 짊어지고 달아났으니, 물에 던졌는지 불에 던졌는지 알 수가 없다.'고 한 것은 최맹한(崔孟漢)에게서 들었다고 진술하였다.[31]
- 음력 7월 14일 : 사초 사건에 연루된 사람들의 집을 수색하게 하고, 이목(李穆)의 집을 수색하여 임희재(任熙載)가 이목에게 준 편지를 발견했는데, 연산군이 이 편지를 보고 "그 아비 임사홍(任士洪)이 소인으로서 금고(禁錮; 벼슬에 쓰지 않음.)를 입었는데, 이 사람도 역시 그렇단 말이냐. 아울러 그 아비까지 잡아다가 국문하라."고 명령했다.[32]
- 음력 7월 15일 : 유자광(柳子光)이 김종직(金宗直)의 조의제문(弔義帝文)을 구절마다 풀이해서 아뢰고, 이 문집(文集) 및 판본을 다 불태워버리고 간행(刊行)한 사람까지 아울러 죄를 다스리기를 청했다.[33] 유자광과 윤필상(尹弼商)이 의논하여 장차 전지(傳旨)를 만들어 김종직(金宗直)의 죄를 논하려 하였다.[34]
- 음력 7월 17일 : 전라도 정종보(鄭宗輔)에게, 김종직의 문집 판본을 모두 불태울 것을 명령하였다. 김종직의 문집을 모두 회수하게 했다.[35] 정문형(鄭文炯)·이극균(李克均)·이세좌(李世佐)·노공필(盧公弼) 등이 조의제문을 보고, "지금 종직의 조의제문(弔義帝文)을 보오니, 입으로만 읽지 못할 뿐 아니라 눈으로 차마 볼 수 없"다며, 김종직을 마땅히 대역(大逆)의 죄로 논단하고 부관참시해야 한다고 말했다.[36]

정축 10월 어느 날에 나는 밀성(密城; 밀양시)으로부터 경산(京山; 성주군)으로 향하여 답계역(踏溪驛)에서 자는데, 꿈에 신(神)이 칠장(七章)의 의복을 입고 헌칠한 모양으로 와서 스스로 말하기를 「나는 초(楚)나라 회왕(懷王)의 손자 심(心)인데, 서초 패왕(西楚霸王; 항우)에게 살해 되어 빈강(郴江)에 잠겼다.」 하고 문득 보이지 아니하였다. 나는 꿈을 깨어 놀라며 생각하기를 「회왕(懷王)은 남초(南楚) 사람이요, 나는 동이(東夷) 사람으로 지역의 거리가 만여 리가 될 뿐이 아니며, 세대의 선후도 역시 천 년이 휠씬 넘는데, 꿈속에 와서 감응하니, 이것이 무슨 상서일까? 또 역사를 상고해 보아도 강에 잠겼다는 말은 없으니, 정녕 항우(項羽)가 사람을 시켜서 비밀리에 쳐 죽이고 그 시체를 물에 던진 것일까? 이는 알 수 없는 일이다 하고, 드디어 문(文)을 지어 조문한다.

하늘이 법칙을 마련하여 사람에게 주었으니, 어느 누가 사대(四大) 오상(五常) 높일 줄 모르리오. 중화라서 풍부하고 이적이라서 인색한 바 아니거늘, 어찌 옛적에만 있고 지금은 없을손가. 그러기에 나는 이인(夷人) 이요 또 천 년을 뒤졌건만, 삼가 초 회왕을 조문하노라. 옛날 조룡(祖龍; 진시황)이 아각(牙角)을 농(弄)하니, 사해(四海)의 물결이 붉어 피가 되었네. 비록 전유(鱣鮪), 추애(鰌鯢)라도 어찌 보전할손가. 그물을 벗어나기에 급급했느니, 당시 육국(六國)의 후손들은 숨고 도망가서 겨우 편맹(編氓)가 짝이 되었다오. 항량(項梁)은 남쪽 나라의 장종(將種)으로, 어호(魚狐)를 종달아서 일을 일으켰네. 왕위를 얻되 백성의 소망에 따름이여! 끊어졌던 웅역(熊繹)의 제사를 보존하였네. 건부(乾符)를 쥐고 남면(南面)을 함이여! 천하엔 진실로 미씨(芈氏)보다 큰 것이 없도다. 장자(長者)를 보내어 관중(關中)에 들어가게 함이여! 또는 족히 그 인의(仁義)를 보겠도다. 양흔 낭탐(羊狠狼貪)이 관군(冠軍)을 마음대로 축임이여! 어찌 잡아다가 제부(齊斧; 도끼)에 기름칠 아니했는고. 아아, 형세가 너무도 그렇지 아니함에 있어, 나는 왕을 위해 더욱 두렵게 여겼네. 반서(反噬)를 당하여 해석(醢腊)이 됨이여, 과연 하늘의 운수가 정상이 아니었구려. 빈의 산은 우뚝하여 하늘을 솟음이야! 그림자가 해를 가리어 저녁에 가깝고. 빈의 물은 밤낮으로 흐름이여! 물결이 넘실거려 돌아올 줄 모르도다. 천지도 장구(長久)한들 한이 어찌 다하리 넋은 지금도 표탕(瓢蕩)하도다. 내 마음이 금석(金石)을 꿰뚫음이여! 왕이 문득 꿈속에 임하였네. 자양(紫陽)의 노필(老筆)을 따라가자니, 생각이 진돈(螴蜳)하여 흠흠(欽欽)하도다. 술잔을 들어 땅에 부음이어! 바라건대 영령은 와서 흠항하소서.— 연산군일기 30권, 연산 4년 7월 17일 신해 2번째 기사에 실린 조의제문(弔義帝文)

- 유자광은, 조의제문의 구절을 다음과 같이 해석했다.[36]
  - 정축 10월 : 단종이 사망한 1457년 (정축년) 10월
  - 조룡(祖龍)이 아각(牙角)을 농(弄)했다 : 조룡은 진시황(秦始皇)인데, 김종직이 진시황을 세조에게 비유한 것이다.
  - 왕위를 얻되 백성의 소망을 따랐다고 한 왕은 초 회왕(楚懷王)의 손자 심(心)인데, 처음에 항량(項梁)이 진(秦)을 치고 손심을 찾아서 의제(義帝)를 삼았으니, 종직은 의제를 노산(魯山; 단종)에게 비유한 것이다.
  - 양흔 낭탐(羊狠狼貪)하여 관군(冠軍)을 함부로 무찔렀다 : 김종직이 양흔 낭탐으로 세조를 가리키고, 관군을 함부로 무찌른 것으로 세조가 김종서(金宗瑞; 계유정난 시 살해당함.)를 베인 데 비유한 것이다.
  - 어찌 잡아다가 제부(齊斧; 도끼)에 기름칠 아니 했느냐 : 종직이 노산이 왜 세조를 제거하지 못했는가 하는 것.
  - 반서(反噬; 은혜를 베풀어 준 사람을 도리어 해치는 것을 일컫는 말)를 입어 해석(醢腊)이 되었다 : 노산이 왜 세조를 잡아버리지 못하고, 도리어 세조에게 죽었느냐 하는 것.
  - 자양(紫陽)은 노필(老筆)을 따름이여, 생각이 진돈하여 흠흠하다 : 김종직이 주자(朱子; 주희)를 자처하여 그 마음에 부(賦)를 짓는 것을, 《강목(綱目)》의 필(筆)에 비의한 것이다. 그런데 일손이 그 문(文)에 찬(贊)을 붙이기를 '이로써 충분(忠憤)을 부쳤다.'하였다.

- 음력 7월 18일 : 김종직이 조위 등에 보냈다는 시의 내용을 근거로, 유자광이 그 글을 읽은 6명을 국문하기를 청하였다.[37]
- 음력 7월 23일 : 김종직의 저술한 《점필재집(佔畢齋集)》을 불태우게 하였다.[38]
- 음력 7월 26일 : 김일손을 사형에 처하였다. 김일손 등을 벨 적에는 백관(百官)으로 하여금 가서 보게 하였다.[39]
- 음력 7월 29일 : 유자광에 대한 평가 내용이 있다.[40]

유자광은 부윤(府尹) 유규(柳規)의 서자[孽子]로 날래고 힘이 세었으며 높은 나무를 원숭이와 같이 잘 탔다. 어려서 무뢰자(無賴子)가 되어, 장기와 바둑을 두고 재물을 다투기도 했으며 새벽이나 밤에 떠돌아다니며 길가에서 여자를 만나면 마구 끌어다가 음간(淫姦)을 하므로 유규는 그 소출이 미천한 데다가 또 방종하고 패악함이 이러하니, 여러 번 매질을 하였을 뿐만 아니라 자식으로 여기지 아니하였다. 처음에 갑사(甲士)에 소속되어 건춘문(建春門)에서 파수를 보다가 상소하여 자천(自薦)하니, 세조가 그 사람됨을 장하게 여겨 발탁하여 썼다. 또 무자(戊子)년에 고변(告變)한 공로로써 훈봉(勳封)을 받아 1품(品)의 품계로 건너뛰었다.
그는 일찍이 호걸 지사라 자칭하여 성질이 음흉하여 남을 잘 해쳤고 재능과 명예가 자기 위에 솟아난 자가 있으면 반드시 모함하려고 하였다. 그래서 한명회(韓明澮)의 문호(門戶)가 귀성(貴聖)함을 시기했는데, 마침 성종께서 간하는 말을 기꺼이 받아들이는 것을 보고, 기발한 언론으로써 왕의 좋아하는 바를 맞추고자 하여, 마침내 명회(明澮)가 발호할 뜻이 있다고 상소하였는데, 왕이 죄로 여기지 아니하였다. 뒤에 임사홍(任士洪)·박효원(朴孝元) 등과 더불어 현석규(玄碩圭)를 밀어내려고 하다가 실패하여 동래(東萊)로 귀양갔었는데, 이윽고 석방되어 왔다. 그러나 왕은 그가 국정을 어지럽게 하는 사람이라는 것을 알고 다만 훈봉(勳封)만 회복시킬 뿐 일찍이 일을 다스리는 소임을 제수하지 아니하니, 자광은 은택(恩澤)을 엿보고 못하는 바가 없이 꾀를 부렸는데도 마침내 팔리지 않으니, 마음에 항상 불만을 품었었다. 그러던 중, 이극돈 형제가 조정에서 권세를 잡는 것을 보고 그가 족히 자기 일을 성취시킬 만한 사람이라는 것을 알고 문득 몸을 기울여 아부하여 같이 서로 결탁하였다.
일찍이 함양(咸陽) 고을에 노닐면서 시(詩)를 지어 군재(郡宰)에게 부탁하여 판자에 새겨 벽에 걸게 하였는데, 그후 김종직이 이 고을 원이 되어 와서 말하기를, '유자광이 무엇이기에 감히 현판을 한단 말이냐' 하고, 즉시 명하여 철거하여 불사르게 하였다. 유자광은 성나고 미워서 이를 갈았으나, 종직이 임금의 총애를 받아 한창 융성하므로 도리어 스스로 납교(納交)를 하고 종직이 졸(卒)하니 만사를 지어 통곡했으며, 심지어는 왕통(王通)·한유(韓愈)에게 비하기까지 하였다.
김일손이 일찍이 종직에게 수업하였는데, 헌납(獻納)이 되자 말하기를 좋아하여 권귀(權貴)를 기피하지 아니하고, 또 상소하여 '극돈과 성준(成俊)이 서로 경알(傾軋) 하여 장차 우(牛)·이(李)의 당(黨)을 이루려 한다.'고 논하니, 극돈은 크게 노하였다. 급기야 사국(史局)을 열어 극돈이 당상(堂上)이 되었는데, 일손의 사초(史草)를 보니 자기의 악한 것을 매우 자상히 썼고 또 세조조의 일을 썼으므로, 이로 인하여 자기 원망을 갚으려고 하였다. 하루는 사람을 물리치고 총제관(摠制官) 어세겸(魚世謙)에게 말하기를, '일손이 선왕을 무훼(誣毁)하였는데, 신하가 이러한 일을 보고 상께 주달하지 않으면 되겠는가. 나는 그 사초를 봉하여 아뢰어서 상의 처분을 듣는 것이 우리에게 후환이 없을 것으로 생각된다.' 하니, 세겸이 깜짝 놀라서 대답도 하지 못하였다.
오래 있다가 유자광에게 상의하니, 자광은 팔을 내두르며 말하기를, '이 어찌 머뭇거릴 일입니까.' 하고, 즉시 노사신·윤필상·한치형을 가서 보고 먼저 세조께 은혜를 받았으니 잊어서는 안 된다는 뜻을 말하여, 그 마음을 감동시킨 뒤에 그 일을 말하였으니, 대개 사신·필상은 세조의 총신(寵臣)이요, 치형은 궁액(宮掖)과 연줄이 닿으므로 반드시 자기를 따를 것으로 요량하여 말한 것인데, 과연 세 사람이 모두 따랐다. 그래서 차비문(差備門) 안에 나아가 도승지 신수근(愼守勤)을 불러내어 귀에다 대고 한참 동안 말한 뒤에 이어서 아뢴 것이다.
(중략)
자광은 오히려 옥을 다스리는 일이 점점 해이하여 자기 뜻을 미진할까 걱정하여 낮과 밤으로 단련(鍛鍊)할 바를 꾀했는데, 하루는 소매 속에서 한 권 책자를 내놓으니, 바로 종직의 문집이었다. 그 문집 가운데서 조의제문과 술주시(述酒詩)를 지적하여 여러 추관(推官)들에게 두루보이며 말하기를, '이는 다 세조를 지목한 것이다. 일손의 악은 모두가 종직이 가르쳐서 이루어진 것이다.' 하고, 즉시 스스로 주석을 만들어 글귀마다 풀이를 하여 왕으로 하여금 알기 쉽게 한 다음, 이어서 아뢰기를, '종직이 우리 세조를 저훼(詆毁)함이 이에 이르렀으니, 그 부도(不道)한 죄는 마땅히 대역(大逆)으로 논해야겠으며, 그가 지은 글도 세상에 유전하는 것이 마땅치 못하오니, 아울러 다 소각해버리소서.' 하니, 왕이 좇았다. 그래서 종직의 문집을 수장한 자는 이틀 안에 각기 자진 납상하여 빈청(賓廳) 앞뜰에서 불태우게 하고, 여러 도(道)의 관우(館宇)에 유제(留題)한 현판도 현지에서 철훼하도록 하였다. 성종께서 일찍이 종직에게 명하여 환취 정기(環翠亭記)를 짓게 하고 미간(楣間)에 걸었었는데, 그것마저 철거할 것을 청하였으니, 함양(咸陽)의 원한에 대한 보복이었다.
자광이 왕의 노한 틈을 타서 일망 타진(一網打盡)할 양으로, 필상 등에게 눈짓하며 말하기를, '이 사람의 악은 무릇 신하된 자로서는 불공 대천의 원수이니, 마땅히 그 도당들을 추구하여 일체를 뽑아버려야 조정이 바야흐로 청명해질 것이오. 그렇지 않으면 나머지 도당이 다시 일어나서 화란(禍亂)이 미구에 다시 일어나게 될 것이다.' 하니, 좌우가 다 묵연히 말이 없었는데, 유독 노사신(思愼)이 손을 저어 말리면서 하는 말이 '무령(武靈)은 어찌하여 이런 말을 하오. 저 당고(黨錮)의 일을 들어보지 못했소. 금망(禁網)을 날로 준엄하게 하여 선비들로 하여금 족적(足跡)을 용납할 곳이 없게 하다가 한(漢)나라도 역시 망하고 말았으니, 청론(淸論)을 하는 선비가 마땅히 조정에 있어야 하오, 청론이 없어지는 것이 국가의 복이 아니거늘, 무령(武靈)은 어찌 말을 어긋나게 하오.' 하였으니, 무령(武靈)이란 자광의 봉호(封號)이다. 자광은 사신의 말을 듣고 조금 저지되기는 했으나, 뜻이 오히려 쾌하지 아니하여 무릇 옥사(獄辭)에 연결된 자는 반드시 끝까지 다스려 마지 않으려 하니, 사신이 또 말리며 말하기를, '당초에 우리가 아뢴 것은 사사(史事)를 위함인데, 지금 지엽(枝葉)에까지 만연되어 사사에 관계되지 아니한 자가 날마다 많이 갇히고 있으니, 우리들의 본의가 아니지 않소.’ 하니, 자광은 좋아하지 아니하였다. 급기야 죄를 결정하는 날에 사신의 논의가 유독 같지 아니하니, 자광은 낯빛을 붉히며 힐책하다가 각기 양론을 아뢰었는데, 왕은 자광 등의 의논을 좇았다.

이날 대낮이 캄캄하여 비가 물쏟듯이 내리고, 큰바람이 동남방에서 일어나 나무가 뽑히며 기와가 날아가니, 성중 백성들이 놀라 넘어지고 떨지 않는 자가 없었는데, 자광은 의기가 만족하여 양양하게 제 집으로 돌아갔다. 이로부터 자광의 위엄이 중외에 행해져서 조정이 독사(毒蛇)처럼 보고 감히 그 뜻을 거스르는 자가 없었다. 자광은 바야흐로 제 세상인양 돌아보고 꺼리는 것이 없으니, 이욕만 즐기는 염치 없는 무리들이 따라 붙어 노상 문에 가득했으며, 유림(儒林)들은 기가 죽어서 들어앉아 탄식만 하고 있으므로 학사(學舍)는 쓸쓸하여 몇 달 동안 글을 읽고 외우는 소리가 없었다. 부형들은 그 자제를 경계하기를, '공부는 과거(科擧)에 응할 만하여 그만두어야 한다. 많이 해서 무엇하느냐.' 하니, 식자들이 탄식하기를, '무술(戊戌)의 옥(獄)은 정류(正類)가 사당(邪黨)을 다스린 것이요, 무오(戊午)의 옥은 사당이 정류를 모함한 것이다. 20년 사이에 일승 일패를 했는데 치(治)와 난(亂)이 따랐으니, 애석하도다! 군자의 형(刑) 쓰는 것은 항상 관완(寬緩)에 치우치고, 소인의 원망을 보복함은 반드시 잔멸(殘滅)하고야 말도다. 만약 무술년의 군자들이 능히 그 율(律)을 다 썼던들 어찌 오늘의 화가 있겠는가.' 하였다.— 유자광에 대한 평가 내용과 무오 사화의 전말. 연산군일기 30권, 연산 4년 7월 29일 계해 2번째기사

## 같이 보기
- 갑자사화 (1504년)

- 중종반정 (1506년)

- 기묘사화 (1519년)
- 을사사화 (1545년)
- 정미사화 (1547년)
- 신임사화 (1721~1722년)

## 참고 문헌
- 이덕일, 능지처참에 부관참시, 그 사관의 길 - 훈구파와 연산군의 노여움을 사 34살에 죽은 김일손 《한겨레21》 제657호 (2007.4.26)
- 이 문서에는 다음커뮤니케이션(현 카카오)에서 GFDL 또는 CC-SA 라이선스로 배포한 글로벌 세계대백과사전의 내용을 기초로 작성된 글이 포함되어 있습니다.